# Liste der Kulturdenkmale in Karlsruhe-Rüppurr

Wappen von Rüppurr

In der Liste der Kulturdenkmale in Karlsruhe-Rüppurr werden alle unbeweglichen Bau- und Kunstdenkmale in Rüppurr aufgelistet, die in der städtischen „Datenbank der Kulturdenkmale“ geführt sind.
Diese Liste ist nicht rechtsverbindlich. Eine rechtsverbindliche Auskunft ist lediglich auf Anfrage bei der Unteren Denkmalschutzbehörde der Stadt Karlsruhe erhältlich.

## Liste
| Bild           | Bezeichnung                                        | Lage | Datierung                 | Beschreibung | ID |
| -------------- | -------------------------------------------------- | --- | ------------------------- | --- | -- |
|                | Alter Bahnhof, ehemaliges Stationsgebäude Rüppurr  | Gottlob-Schreber-Weg 1 (Karte) | 1895                      | Alter Bahnhof, Stationsgebäude der ehemaligen Strecke Karlsruhe-Rastatt, heute Wohnhaus, zweigeschossiger Massivbau mit Satteldach, angebauter Ökonomiebau durch modernes Gebäude in ähnlichen Abmessungen ersetzt, durch Inschrift bezeichnet 1895 (heute verdeckt), durch Verlegung des Karlsruher Hauptbahnhofs an den heutigen Ort verlor das Gebäude nach Streckenverlegung 1913 seine ursprüngliche Funktion. Geschützt nach § 2 DSchG |    |
|                | Baumgartensiedlung                                 | Heinrich-Heine-Ring 12, 14-77, 79, 81 / Reinhold-Schneider-Str. 1-72 und 74-136 | 1963                      | Siedlung Baumgarten, 1963–67 von der Werkgemeinschaft (Wolfgang § 2 Hirsch, Rudolf Hoinkis, Martin Lanz, Paul Schütz und Dieter Stahl) aus Karlsruhe und Neustadt für die Gemeinnützige Aktiengesellschaft für Angestellten-Heimstätten (GAGFAH). Gartengestaltung durch Hans Lutz und Wolfgang Miller aus Stuttgart. Zugehörig sind die ein- und zweigeschossigen Wohngebäude mit Vordächern und ihren Außenanlagen, d.h. Gärten mit Einfriedungen und Zäunen, Wegen, Plätzen und Garagenhöfen. 1980 Sieger im Landeswettbewerb Wohnen am Stadtrand (Sachgesamtheit, siehe Kartierung). Der Denkmalschutz bezieht sich nur auf den genannten Teil der Anlage, die gesamte Siedlung ist durch eine städtische Erhaltungssatzung geschützt. Geschützt nach § 2 DSchG |    |
|                | Brunnenanlage                                      | Tulpenstr. (Karte) | 1950                      | Brunnenanlage, rundes Becken mit zentraler Brunnenskulptur aus Tuffstein mit drei stilisierten Blütenkelchen als Zeichen der Dreifaltigkeit, 1950er Jahre von dem Bildhauer Fritz Moser aus Karlsruhe. Geschützt nach § 2 DSchG | BW |
|                | Brunnenanlage Rüppurr                              | Am Sixenrain, Marxzeller Str. (Karte) | 1958                      | Brunnenanlage mit mehreren Becken, zentrale Bronzefigur einer Liegenden, 1958 - 1959 von Bildhauer Hans Graef (1909-1963) aus Karlsruhe, Guss durch Straßäcker aus Süssen (Signaturen). Geschützt nach § 2 DSchG |    |
| Weitere Bilder | Christkönigkirche                                  | Tulpenstr. 1 (Karte) | 1935                      | Christkönigkirche, dreischiffige Basilika mit seitlichem Westturm, 1935–36 nach Plänen von Regierungsbaumeister Schätzle vom Erzbischöflichen Bauamt Freiburg, Kreuzweg und Skulpturen von Emil Sutor, Rundfenster in den Seitenschiffen von Clara Kreß, Altar, Ambo, Sedilien und Altartisch der Konradkapelle von Siegfried Haas aus Rottweil, 1975, Kirchenfenster 1980 von Franz Dewald aus Grötzingen, Orgel von 1986 (Entwurf Andreas Schröder), Triptychon in der Konradkapelle von Otto Stolzer, Innenrenovierungen 1963 und 1978/79, Außenrenovierung 1967. Geschützt nach § 2 DSchG |    |
|                | Delphinreiter-Brunnen                              | Heidelberger Str. 1 | 1953                      | Brunnenfigur eines Delphinreiters mit Brunnenbecken, von Max Heinze. Geschützt nach § 2 DSchG |    |
|                | Dreschhalle                                        | Brunnenstückweg 1 (Karte) | 1925                      | Dreschhalle, dreiseitig geöffnete und überdachte Fachwerkkonstruktion, zugehöriges kleines Ökonomiegebäude aus Ziegelmauerwerk, 1925 durch die Rüppurrer Dreschgenossenschaft (1918 als Dreschgemeinschaft gegründet), 1927 Anbau einer Remise, Pläne des Architekten Otto Kappler, 1946 Brand im Maschinenhaus, Reparatur, die Anlage diente dem genossenschaftlichen Betrieb einer stationären Dreschmaschine, in Betrieb bis 1961. Geschützt nach § 2 DSchG | BW |
| Weitere Bilder | Evangelische Auferstehungskirche                   | Lange Str. 28 (Karte) | 1907                      | Evangelische Auferstehungskirche, große barocke Emporenkirche mit Westturm im Stil des Neobarock, 1907-1908 nach Plänen des Kirchenbaurats Rudolf Burckhardt und des Architekten Appenzeller errichtet, bemerkenswerte Innenausstattung mit Bleiglasfenstern von Hans Drinneberg aus Karlsruhe, Wandgemälde Christi Himmelfahrt von Bernhard Schneider aus Karlsruhe. Steinerne Gedenktafel für die Gefallenen der Weltkriege, 1960 durch Bildhauer Edzard Hobbing, zugehörig sind die verbliebenen Umfriedungsmauern bei der Kirche. Geschützt nach § 2 DSchG |    |
|                | Ehrenanlage für die Kriegsopfer des 2. Weltkrieges | Lange Str. 28 (Karte) | 1964                      | Ehrenanlage für die Kriegsopfer des 2. Weltkrieges, 42 Grabstätten mit Sandsteinkreuzen und zentralem schlichten Holzkreuz, 1964 durch die Stadt Karlsruhe mit einem Zuschuss der Bundesrepublik Deutschland errichtet Geschützt nach § 2 DSchG | BW |
|                | Gefallenendenkmal des Krieges 1870/71              | Lange Str. 28 (Karte) | 1896                      | Gefallenendenkmal des Krieges 1870/71, Obelisk aus Sandstein mit badischem Wappenschild und durch Kaiserkrone bekrönt, Inschriftentafel auf dem Sockel, das Denkmal befand sich ursprünglich bei der vormaligen evangelischen Kirche, heute St. Nikolaus (siehe Rastatter Str. 20), es wurde wohl 1908 hierher versetzt Geschützt nach § 2 DSchG |    |
|                | Gedenkstein                                        | Lange Str. 28 |                           | Gedenkstein, Obelisk aus Sandstein, Inschrift: Gedenkstein an die Siegesfeier nach dem Krieg mit Frankreich 1870 u. 1871, Nennung der Gefallenen. Geschützt nach § 2 DSchG |    |
|                | Grabmal Pfarrer Lebrecht Mayer                     | Lange Str. 28 (Karte) | 1926                      | Grabmal Pfarrer Lebrecht Mayer (1849–1926) und seiner Ehefrau Thekla, Mayer war Pfarrer der evangelischen Gemeinde Rüppurr und Verfasser des Buches Mitteilungen aus der Geschichte Rüppurr, er war an der Ausführung und Ausstattung der neuen evangelischen Kirche maßgeblich beteiligt. Geschützt nach § 2 DSchG |    |
|                | Ehemalige Schule, heute Feuerwehr                  | Lange Str. 58 (Karte) | 1859                      | Schule, heute Feuerwehr, zweigeschossiger giebelständiger Massivbau, getreppte Giebelverzierung, 1859/60 nach Plänen des Architekten Carl Müller mit vier Schulsälen errichtet, die Schule befand sich vormals im Gebäude Lange Straße 69, seit 1913 in der Riedstraße 11 am Lützowplatz (siehe jeweils dort) Geschützt nach § 2 DSchG |    |
|                | Ehemaliges Schul- und Rathaus Rüppurr              | Lange Str. 69 (Karte) | 1748                      | Schul- und Rathaus, heute Sitz der Bürgergemeinschaft Rüppurr (gegr.1907) und der Arbeiterwohlfahrt, zweigeschossiger Massivbau mit Walmdach und Glockenturm, 1748 nach Plänen des Baumeisters Arnold errichtet, von 1860 bis zur Eingemeindung 1907 Rathaus. Geschützt nach § 2 DSchG | BW |
|                | Evangelisches Gemeindehaus mit Kindergarten        | Diakonissenstr. 2 (Karte) | 1932/33                   | Zweigeschossiger Saalbau mit flachem Walmdach, seitlich des Gebäudes jeweils Vorplätze auf hohen Stützmauern, nach Plänen von Gisbert von Teuffel. Geschützt nach § 2 DSchG | BW |
|                | Evangelisches Pfarrhaus                            | Rastatter Str. 50 (Karte) | 1814                      | Zweigeschossiger Massivbau mit Walmdach, zwei symmetrisch dazu angeordnete Nebengebäude, 1814 nach Plänen eines Schülers Friedrich Weinbrenners. Geschützt nach § 2 DSchG |    |
|                | Gartenstadt Rüppurr                                | Asternweg, Blütenweg, Dahlienweg, Diakonissenstr., Goldlackweg, Heckenweg, Holderweg, Im Grün, Irisweg, Krokusweg, Ligusterweg, Ostendorfplatz, Primelweg, Resedenweg, Rosenweg, Staudenweg, Wickenweg | 1911                      | Gartenstadt Rüppurr, 1907 gründete sich die Gartenstadt Karlsruhe GmbH auf Initiative von Hans Kampffmeyer (Generalsekretär Deutsche Gartenstadtgesellschaft) Bebauungsplan 1910 ff. von Hans Kampffmeyer und Karl Kohler, von Friedrich Ostendorf und Max Laeuger 1912 weiter ausgearbeitet. Die Bebauung der Siedlung erfolgte in den Hauptbauphasen 1911–1915, 1919–1922 und 1923–1929. Als Architekten sind neben Kohler und Ostendorf das Karlsruher Architekturbüro Pfeifer & Großmann und Georg Botz besonders hervorzuheben. Zugehörig zur Anlage um den Ostendorfplatz sind die unten genannten Gebäude an der Lützowstraße und Rastatter Straße (siehe dort), sie wurden 1920–22 nach Plänen des Städtischen Hochbauamtes errichtet (Sachgesamtheit, vgl. Kartierung). Geschützt nach § 2 DSchG |    |
|                | Gartenstadtsiedlung Lützow-und Rastatter Str       | Lützowstr. 5, 7, 9, 11, 13, 15, 16, 17, 18, 20, 22, 24, 26, 28, 30, 32, 34, 36, 38, 40, 42, 44, Nikolausstr. 1, 2, Rastatter Str. 88, 90, 92, 94, 96, 98, 100, Riedstr. 13                             | 1920                      | Gartenstadtsiedlung Lützow- und Rastatter Straße, 1920–22 nach Plänen des Städtischen Hochbauamtes errichtet und 1949/50 (bereits 1940/41 beantragt und genehmigt) durch die drei Gebäude Nikolausstr. 1 und 2 und Riedstr. 13 abgeschlossen. Die zur Linderung der Wohnungsnot und in formaler Anlehnung an Karlsruher Lohfeldsiedlung erstellte Siedlung kam kurz nach Fertigstellung zur Genossenschaft Gartenstadt Karlsruhe e.G. Zugehörig sind: Geschützt nach § 2 DSchG |    |
|                | Gasthaus Schloss Rüppurr                           | Rastatter Str. 1 (Karte) | 1898/99                   | Gasthaus Schloss Rüppurr, heute Polizeidienststelle, verschindelter traufständiger Fachwerkbau auf massivem Sockelgeschoss, hier befand sich früher die Haltestelle der Albtalbahn, als Stationsgebäude diente das eingeschossige Gebäude auf der Rückseite Geschützt nach § 2 DSchG |    |
|                | Gasthaus mit Saalgebäude                           | Rastatter Str. 64 und 66 (Karte) | 1902                      | Gasthaus mit Saalgebäude, heute getrennte Nutzung als Gasthaus und Geschäftshaus, 1902 von Rudolf Fischer für Alexander Kornmüller. Geschützt nach § 2 DSchG |    |
|                | Gefallenendenkmal                                  | Ettlinger Allee 7, daneben | 1925                      | Geschützt nach § 2 DSchG |    |
|                | Gefallenendenkmal des Krieges 1914/18              | Lützowplatz, Riedstr. (Karte) | 1926                      | Gefallenendenkmal des Krieges 1914/18, Adler auf Säule, hoher Sandsteinsockel mit Inschriftentafel, 1926 nach Entwurf des Architekten Karl Winter errichtet und eingeweiht, Adler durch Bildhauerwerkstatt August und Carl Meyerhuber, Denkmalumzäunung bzw. -anlage, Sockel und Säule durch Heinrich Ludwig, Inschriftentafel aus Kupfer durch Wilhelm Weiß. Kupferplatten um 1960 und 1998 erneuert, Denkmalanlage 1981 beseitigt. Geschützt nach § 2 DSchG | BW |
|                | Wohnhaus                                           | Graf-Eberstein-Str. 19 (Karte) | 1954                      | Wohnhaus, zweigeschossiger giebelständiger und verputzter Fachwerkbau mit Bimssteinfüllung, Wandverkleidungen außen und innen aus Heraklithplatten, Grundstücksmauer mit Rohrzaun und -tür, außergewöhnlich gut erhaltene Ausstattung des Gebäudes, 1934 in detaillierter Außen- und Innenplanung durch Gisbert von Teuffel für E. Pfrommer, Garage 1954 ebenfalls durch von Teuffel. Geschützt nach § 2 DSchG | BW |
|                | Wohnhaus                                           | Graf-Eberstein-Str. 37 (Karte) | 1933                      | Wohnhaus, zweigeschossig mit Walmdach, Obergeschoss mit Holz verkleidet, Treppe mit Brettbalustern, sehr gut erhaltene Innenausstattung, von Architekt Fritz Rössler für Herrn Dipl.-Ing. Franz Wolf. Geschützt nach § 2 DSchG | BW |
| ·              | Grenzstein                                         | Im Weiherwald (Karte) | 1836                      | Grenzstein am Ostufer des Hertelgrabens, südlich bei der Brücke, beidseitig mit badischem Wappen versehen, bezeichnet 1836, C und E (Carlsruhe und Ettlingen). Geschützt nach § 2 DSchG |    |
|                | Wohnhaus                                           | Hegaustr. 1 (Karte) | 1925                      | Wohnhaus, eingeschossig mit Mansardendach, Eingang mit dorischen Pilastern, Bauherr und Architekt war Oberbaurat Robert Amann. Der Straßenverlauf wurde im Bebauungsplan geändert, um das Gebäude auf die Mittelachse der Tulpenstraße auszurichten. Geschützt nach § 2 DSchG | BW |
|                | Wohnhaus Rossmann                                  | Hänselweg 3 (Karte) | 1963                      | Wohnhaus Rossmann, traufständiger zweigeschossiger Klinkerbau mit flach geneigtem Satteldach, große Fensteröffnungen zum Garten, Veranda mit Lauben aus Stahlbeton, gut erhaltene Innenausstattung mit Treppe und Einbaumöbeln, Garage, von dem Architekten Erich Rossmann aus Karlsruhe für eigenen Bedarf. Geschützt nach § 2 DSchG | BW |
|                | Katholische Pfarrkirche St. Nikolaus               | Rastatter Str. 20 (Karte) | 1774                      | Katholische Pfarrkirche St. Nikolaus (evangelisch bis 1908), verputzter Rechtecksaal mit Walmdach, im unteren Teil des Turms an der Südseite Fragmente der schon 1351 erwähnten Kapelle erhalten, 1774-1776 nach Plänen von Johann Friedrich Weyhing, Mitarbeiter des Karlsruher Bauinspektors Jeremias Müller, als evangelische Predigtkirche errichtet, vollständige Renovierung der Kirche 1971-1976, damals letzte der ursprünglich drei Emporen entfernt, im Inneren Grabplatte der Herzbestattung des Reinhard von Rüppurr, Bischof von Worms (gest. 1533, Grabmal im Wormser Dom), Taufstein, um 1700, an der Außenwand des Kirchensaals die verwitterte Grabplatte des Philipp Jakob von Rüppurr (gest. 1582), das Nikolausfenster wurde 1948 in Berlin gefertigt, Ausstattung (Altar, Ambo, Tabernakel, Rosette, Kreuz, Leuchter, Osterleuchter) durch Gudrun Schreiner, Gedenktafeln für die Gefallenen des Zweiten Weltkriegs, Kupferplatten, 1950. Geschützt nach § 2 DSchG |    |
|                | Kindergarten                                       | Pfauenstr. 62 (Karte) | 1933                      | Kindergarten, eingeschossiger und traufständiger Massivbau mit Satteldach, gut erhaltene Ausstattung, Wiederaufbau 1950/51 durch Gisbert von Teuffel, an südöstlicher Gebäudeecke Spolie mit Baudatum 1933 des 1944 durch Bombardierung kriegszerstörten Vorgängerbaus, der durch Baurat Appenzeller errichtet worden war Geschützt nach § 2 DSchG | BW |
|                | Landhaus Schütz                                    | Hedwigstr. 10 (Karte) | 1910                      | Landhaus Schütz, Wohnhaus mit Garten, eingeschossiger neobarocker Massivbau mit Mansardenwalmdach, 1910 von Emil Valentin Gutmann für den Sekretariatsassistenten Wilhelm Schütz, gut erhaltene Innenausstattung, Grundstück mit zentraler Wegachse, zugehöriges massives Ökonomiegebäude im Garten. Geschützt nach § 2 DSchG | BW |
|                | Wohnhaus                                           | Lange Str. 169 (Karte) | 1951                      | Wohnhaus, eingeschossiges und traufständiges Gebäude mit doppelschaligen Metallwänden, Dachdeckung aus Kunstschieferplatten, massiver Keller, 1951 als Fertighaus durch die Firma MAN für B. Frit. Geschützt nach § 2 DSchG | BW |
|                | Hofanlage                                          | Lange Str. 38 (Karte) | 2. Hälfte 18. Jahrhundert | Hofanlage, Tagelöhner-bzw. Kleinbauernhof, eingeschossiger, giebelständiger Fachwerkbau mit kleinem Anbau, Bleiglasfenster, zugehöriges Ökonomiegebäude, 2. Hälfte 18. Jahrhundert mit späteren Erweiterungen. Geschützt nach § 2 DSchG | BW |
|                | Wohnhaus                                           | Lange Str. 70 (Karte) | 17./18. Jahrhundert       | Wohnhaus, zweigeschossiger, traufständiger und verputzter Fachwerkbau, Dach mit einem Krüppelwalm, vorkragende Geschosse auf der nördlichen Giebelseite, historische Raumaufteilung und Innenausstattung. Geschützt nach § 2 DSchG | BW |
|                | Wohnteil eines Einfirsthofs                        | Lange Str. 80, 80a (Karte) | ca 1690                   | Wohnteil eines Einfirsthofs, heute Wohnhaus, zweigeschossiger, giebelständiger Fachwerkbau mit Ziermotiven, Dachstuhl erneuert. Geschützt nach § 2 DSchG | BW |
|                | Villa des Jugendstils                              | Löwenstr. 10 (Karte) | 1905                      | Villa des Jugendstils, eingeschossiges Wohnhaus mit Mansardwalmdach und Zierfachwerk, Mauer zur Straße, 1905 von Friedrich Baser aus Karlsruhe für den großherzoglichen Revisor Karl August Fuchs, die Eisentüren mit Ziermotiven in der Gartenmauer nachträglich hinzugefügt. Geschützt nach § 2 DSchG | BW |
|                | Mietwohnhaus                                       | Löwenstr. 14, Riedstr. 1 (Flst. 0-10239/2, 0-10239/3) (Karte) | 1931                      | Mietwohnhaus, zweigeschossige Wohnhäuser mit Mansardenwohnungen, gut erhaltene Treppenhäuser und Wohnungsausstattungen, bauzeitliche Balkone, durch den Architekten Hermann Loesch. Geschützt nach § 2 DSchG | BW |
|                | Meierei des Wasserschlosses Rüppurr                | Rastatter Str. 17 (Karte) | 2. Hälfte 16. Jahrhundert | Meierei des Wasserschlosses Rüppurr, letzter erhaltener Bau der Schlossanlage, zweigeschossiger Fachwerkbau mit Krüppelwalmdach, Untergeschoss massiv mit Tür- und Fenstergewänden der Renaissance, 2. Hälfte 16. Jahrhundert, liegender Dachstuhl des späten 17. Jahrhunderts, die Hauptgebäude des einstigen Schlosses wurden 1762 abgetragen, 1961 erfolgte der Abbruch des Fohlenstalls, der so genannten Zehntscheuer Geschützt nach § 28 DSchG |    |
|                | Wohnhaus                                           | Märchenring 11 (Karte) | 1964                      | Wohnhaus, zweigeschossiger und traufständiger Backsteinbau mit flachgeneigtem Satteldach, gut erhaltene Innenausstattung mit Treppe, Schiebetür, Bodenbelägen, Türen, Fenstern und Einbaumöbeln, 1959nach Plänen des Architekten Erich Rossmann aus Karlsruhe, Auszeichnung mit dem Weinbrenner-Preis der Stadt Karlsruhe (Plaketteam Haus). Geschützt nach § 2 DSchG | BW |
|                | Wohnhaus mit Werkstattgebäude                      | Pfauenstr. 20 (Karte) | 1906                      | Wohnhaus mit Werkstattgebäude, am Wohnhaus Zierfachwerkgiebel und -gespärre, 1906 von dem Architekten Wilhelm Fischer für den Blechner Josef Haas. Geschützt nach § 2 DSchG | BW |
|                | Wohnhaus                                           | Rastatter Str. 35 (Karte) | 1932                      | Wohnhaus, eingeschossiger giebelständiger Massivbau mit Satteldach, von Regierungsbaumeister E. Wagenmann für E. Pöhland. Geschützt nach § 2 DSchG |    |
|                | Wohnhaus                                           | Rastatter Str. 37 (Karte) | 1907                      | Wohnhaus, zweigeschossiges Wohnhaus mit Mansardwalmdach, Verkleidung mit Schieferschindeln, drei Wohnungen mit gut erhaltener Fenster- und Türenausstattung, historisches Treppenhaus mit Bleiglasfenstern, eiserne Treppe zum zweiten Dachgeschoss, Bauherr und Architekt Adolf Singrün. Geschützt nach § 2 DSchG |    |
|                | Wohnhaus                                           | Rastatter Str. 39 (Karte) | 1956                      | Wohnhaus, zweigeschossiger Betonständerbau mit geknicktem Pultdach, Ziegelwände außen geschlämmt, zwei Etagenwohnungen mit seitlicher Treppenhauserschließung, Garagen unter dem Gebäude, sehr gut erhaltene historische Ausstattung, 1956 von dem Architekten Norbert Schmidt aus Karlsruhe für den eigenen Bedarf Geschützt nach § 2 DSchG | BW |
|                | Bäuerliches Wohnhaus                               | Rastatter Str. 52 (Karte) | 1876                      | Bäuerliches Wohnhaus, später Lehrerwohnhaus, Nutzung als Poststelle, zweigeschossiges, traufständiges Gebäude, teilweise schieferverschindelt, zugehöriger Ökonomiebau im Nutzgarten, nach Plänen von Johannes Geiger aus Söllingen für den Landwirt Johannes Kornmüller. Geschützt nach § 2 DSchG |    |
|                | Riedschule mit Lützowplatz                         | Lützowplatz, Riedstr. 11 | 1913                      | Riedschule mit Lützowplatz, dreistöckiges Schulgebäude mit Turnhalle, Planung durch den Karlsruher Baudirektor Friedrich Beichel, Fertigstellung 1913. Künstlerisch hochwertige Innenausstattung. Außengelände. Die Platzanlage vor der Schule entstand auf Betreiben Beichels und wurde per Bebauungsplan auf das neue Gebäude ausgerichtet. Geschützt nach § 2 DSchG |    |
|                | Sandsteinbrücke                                    | Mühlwiesenweg | 2. Hälfte 18. Jahrhundert | Brücke aus Sandstein über die Alb, korbbogige Wölbung. Geschützt nach § 2 DSchG |    |
|                | Schlossmühle, einst der Schlossanlage Rüppurr      | Rastatter Str. 14a, 14b, 16 | 1594                      | Schlossmühle, einst der Schlossanlage Rüppurr zugeordnet (vgl. Meierei Rastatter Str. 17), erstmals 1594 erwähnt, 1679 besaß sie zwei Mahlgänge und einen Gerbgang, seit 1771 wohl Walk- und Hanfmühle, damals Umbauten etwa gleichzeitig mit der Errichtung der Brücke unterhalb (identische Steinmetzzeichen, vgl. Mühlwiesenweg), später Sägemühle, 1914 in Besitz der Stadt Karlsruhe (Modernisierung), seit 1923 bis 1959 wieder Getreidemühle, heute Wohnnutzung, zugehöriger Mühlkanal, Wehr in jüngerer Zeit verändert, Mühlenteil 2002/03 zur Wohnung ausgebaut, hier Dach- und Stockwerkskontruktion des späten 19. Jahrhunderts. Geschützt nach § 2 DSchG |    |
|                | Sternwarte des Max-Planck-Gymnasiums               | Krokusweg 47 | 1860                      | Sternwarte des Max-Planck-Gymnasiums, Observatorium auf dem Dach des Hauptgebäudes, Kuppelbau mit Fernrohr, 1860 aus großherzoglichen Mitteln beschafft, stand der Refraktor zunächst in der Mannheimer Sternwarte, 1880 Umzug nach Karlsruhe, der Refraktor erhielt damals eine neue Montierung aus Wetzlar, wohl provisorische Unterbringung im Erbprinzengarten, seit 1897 in der neuen Landessternwarte Heidelberg, dort Benutzung bis 1924, 1957 als Geschenk an die Stadt Karlsruhe, 1959 Installation in der neuen Sternwarte auf dem neu errichteten Max-Planck-Gymnasium, seit 1979 als „Volkssternwarte Karlsruhe“ durch die Astronomische Vereinigung Karlsruhe e. V. betrieben, zugehörig sind ein historisches Objektiv, Okulare und eine Okularvorrichtung. Geschützt nach § 2 DSchG |    |
|                | Straßenbrücke über den Reiherbach                  | Scheibenhardter Weg | 1927                      | Straßenbrücke über den Reiherbach, rundbogig gewölbter Massivbau, bezeichnet 1927, ersetzte die Brücke von 1770. Geschützt nach § 2 DSchG |    |
|                | Straßenbrücke über die Alb                         | Scheibenhardter Weg | spätes 18. Jahrhundert    | Straßenbrücke über die Alb, rundbogig gewölbter Massivbau, Steine mit Steinmetzzeichen, spätes 18. Jahrhundert, Brüstungen des frühen 20. Jahrhunderts Geschützt nach § 2 DSchG |    |